# Hokej na ledu na Zimskih olimpijskih igrah 2010
Tekmovanja v hokeju na ledu na XXI. zimskih olimpijskih igrah so potekala v dvorani General Motors Place, sicer domu NHL ekipe Vancouver Canucks, in v dvorani UBC Winter Sports Centre, sicer domu ekipe UBC Thunderbirds, ki igra v Kanadski interuniverzitetni ligi. Moške ekipe so igrale od 16. februarja do 28. februarja, ženske pa od 13. februarja do 25. februarja. Hokej na ledu na teh Zimskih olimpijskih igrah se je od prejšnjih razlikoval v tem, da so tako v moški kot ženski konkurenci igrali na ožji ledeni ploskvi, ki je v uporabi tudi v ligi NHL. Velika je 61 m × 26 m (200 ft × 85 ft), standardna mednarodna ledena ploskev pa meri 61 m × 30 m (200 ft × 98.5 ft). Od spremembe se pričakuje, da bo privarčevala 10 milijonov CAD pri stroških izgradnje in tudi, da bo tako tekme lahko spremljalo 35.000 gledalcev več. 

## Prizorišči
| Mesto     | Dvorana                  | Kapaciteta |
| --------- | ------------------------ | ---------- |
| Vancouver | Canada Hockey Place      | 18.630     |
| Vancouver | UBC Winter Sports Centre | 7.200      |

## Sodelujoče države

### Moški
Sodelovalo je 12 reprezentanc.
| Skupina A - Kanada - ZDA - Švica - Norveška | Skupina B - Rusija - Češka - Slovaška - Latvija | Skupina C - Švedska - Finska - Belorusija - Nemčija |

#### Medalje
| Zlato | Srebro | Bron |
| Kanada | ZDA | Finska |
| Martin Brodeur Marc-André Fleury Roberto Luongo Dan Boyle Drew Doughty Duncan Keith Scott Niedermayer Chris Pronger Brent Seabrook Shea Weber Patrice Bergeron Sidney Crosby Ryan Getzlaf Dany Heatley Jarome Iginla Patrick Marleau Brenden Morrow Rick Nash Mike Richards Corey Perry Eric Staal Joe Thornton Jonathan Toews | Ryan Miller Jonathan Quick Tim Thomas Tim Gleason Erik Johnson Jack Johnson Brooks Orpik Brian Rafalski Ryan Suter Ryan Whitney David Backes Dustin Brown Ryan Callahan Chris Drury Patrick Kane Ryan Kesler Phil Kessel Jamie Langenbrunner Ryan Malone Zach Parise Joe Pavelski Bobby Ryan Paul Stastny | Niklas Bäckström Miikka Kiprusoff Antero Niittymäki Lasse Kukkonen Sami Lepistö Toni Lydman Janne Niskala Joni Pitkänen Sami Salo Kimmo Timonen Valtteri Filppula Niklas Hagman Jarkko Immonen Olli Jokinen Niko Kapanen Mikko Koivu Saku Koivu Jere Lehtinen Antti Miettinen Ville Peltonen Jarkko Ruutu Tuomo Ruutu Teemu Selänne |

### Ženske
Sodelovalo je 8 reprezentanc. 
| Skupina A - Kanada - Švedska - Švica - Slovaška | Skupina B - ZDA - Finska - Rusija - Kitajska |

#### Medalje
| Zlato | Srebro | Bron |
| Kanada | ZDA | Finska |
| Charline Labonté Kim St-Pierre Shannon Szabados Carla MacLeod Becky Kellar Colleen Sostorics Meaghan Mikkelson Catherine Ward Tessa Bonhomme Meghan Agosta Rebecca Johnston Cherie Piper Gillian Apps Caroline Ouellette Jayna Hefford Jennifer Botterill Haley Irwin Hayley Wickenheiser Sarah Vaillancourt Gina Kingsbury Marie-Philip Poulin | Brianne McLaughlin Molly Schaus Jessie Vetter Kacey Bellamy Caitlin Cahow Lisa Chesson Molly Engstrom Angela Ruggiero Kerry Weiland Julie Chu Natalie Darwitz Meghan Duggan Hilary Knight Jocelyne Lamoureux Monique Lamoureux Erika Lawler Gigi Marvin Jenny Potter Kelli Stack Karen Thatcher Jinelle Zaugg-Siergiej | Mira Kuisma Anna Vanhatalo Noora Räty Emma Laaksonen Rosa Lindstedt Mariia Posa Jenni Hiirikoski Terhi Mertanen Saija Sirviö Heidi Pelttari Marjo Voutilainen Venla Hovi Annina Rajahuhta Mari Saarinen Linda Välimäki Minnamari Tuominen Michelle Karvinen Saara Tuominen Nina Tikkinen Anne Helin Karoliina Rantamäki |